# شركة نقل البضائع في لايبزيجر
شركة نقل لايبزيغ شركة نقل لايبزيغ ((بالألمانية: Leipziger Verkehrsbetriebe)، واختصارًا: LVB) هي الهيئة المسؤولة عن إدارة خدمات النقل بالترام والحافلات في مدينة لايبزيغ، ألمانيا. تُعد شبكة LVB جزءًا من جمعية النقل العام الإقليمية Mitteldeutscher Verkehrsverbund (MDV). تأسست LVB من خلال اندماج شركتين سابقتين في 1 يناير 1917، وهما:
- G.L.S.T. ("شركة ترام لايبزيغ الكبرى")
- L.E.S.T. ("شركة ترام لايبزيغ الكهربائية").

كانت الشركة المندمجة تُعرف أيضًا باسم G.L.S.T. حتى إعادة تنظيمها وتغيير اسمها رسميًا إلى LVB في 29 يوليو 1938.

## من بين مرافق التشغيل والمركبات المستخدمة في شبكة الترام بالمدينة:

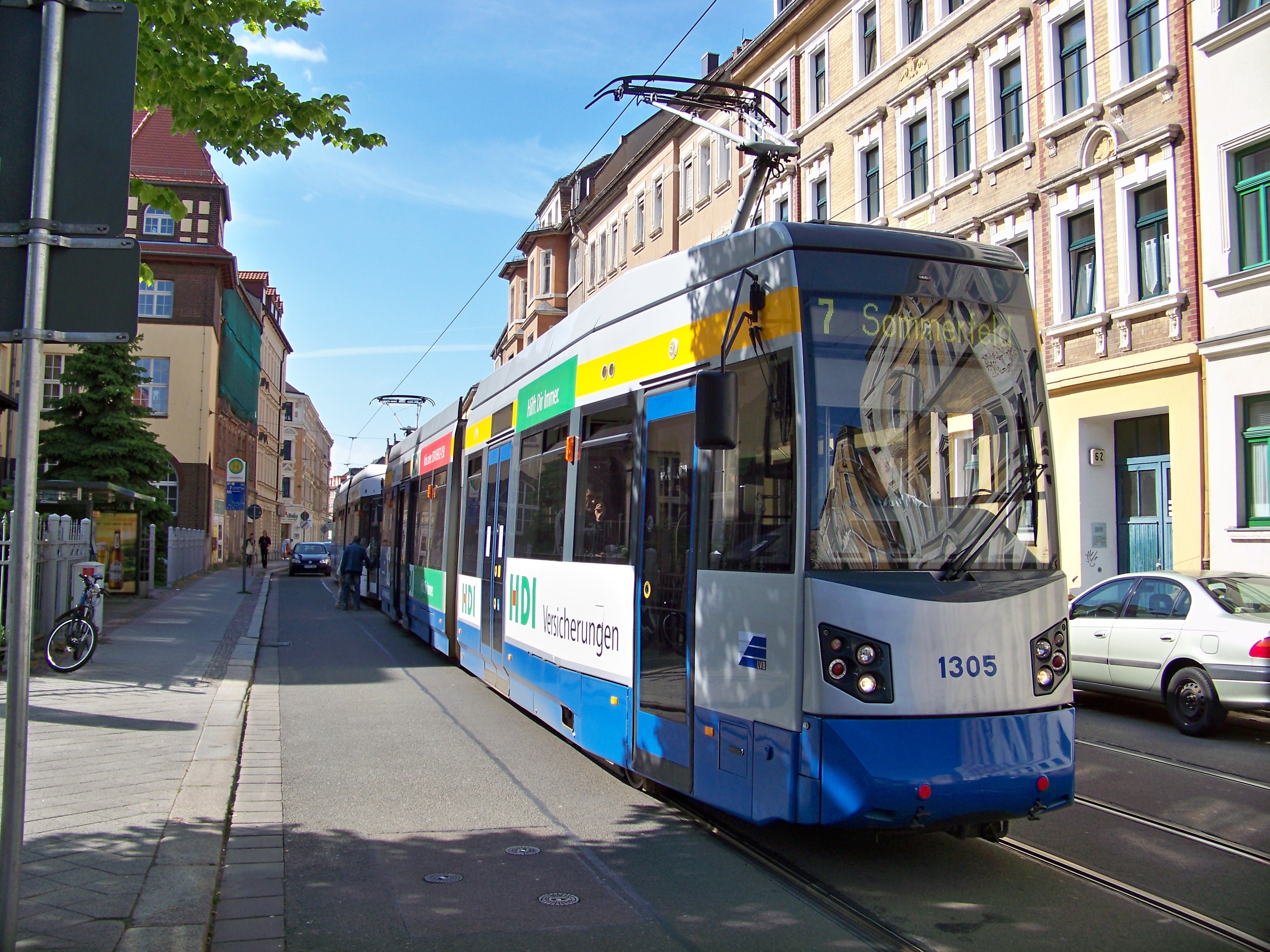
تم بناؤه بواسطة أل في بي : الليولينر

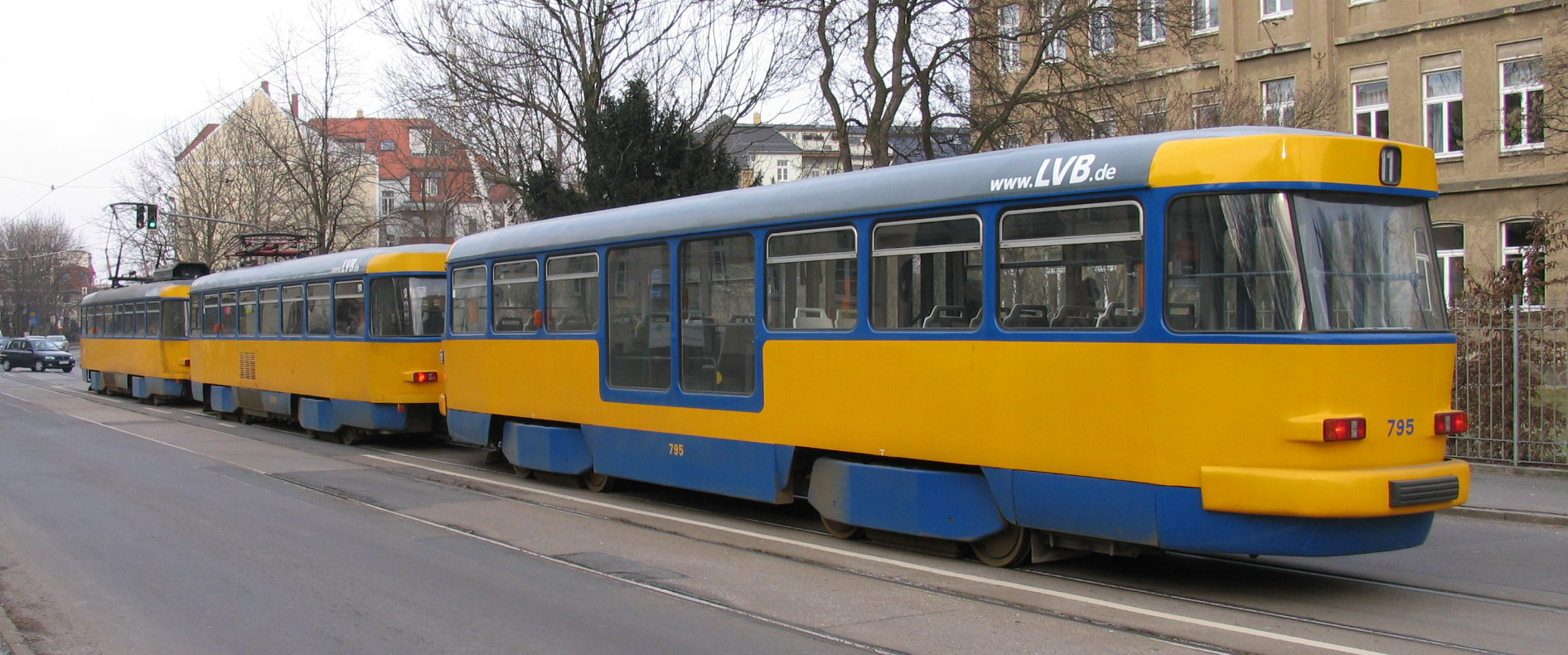
تشكيل أل في بي المكون من ثلاث سيارات (جروستسونج) من مخزون Tatra T4D-M المحدث مع مقطورة منخفضة الأرضية تم إعادة بنائها

شبكة الترام

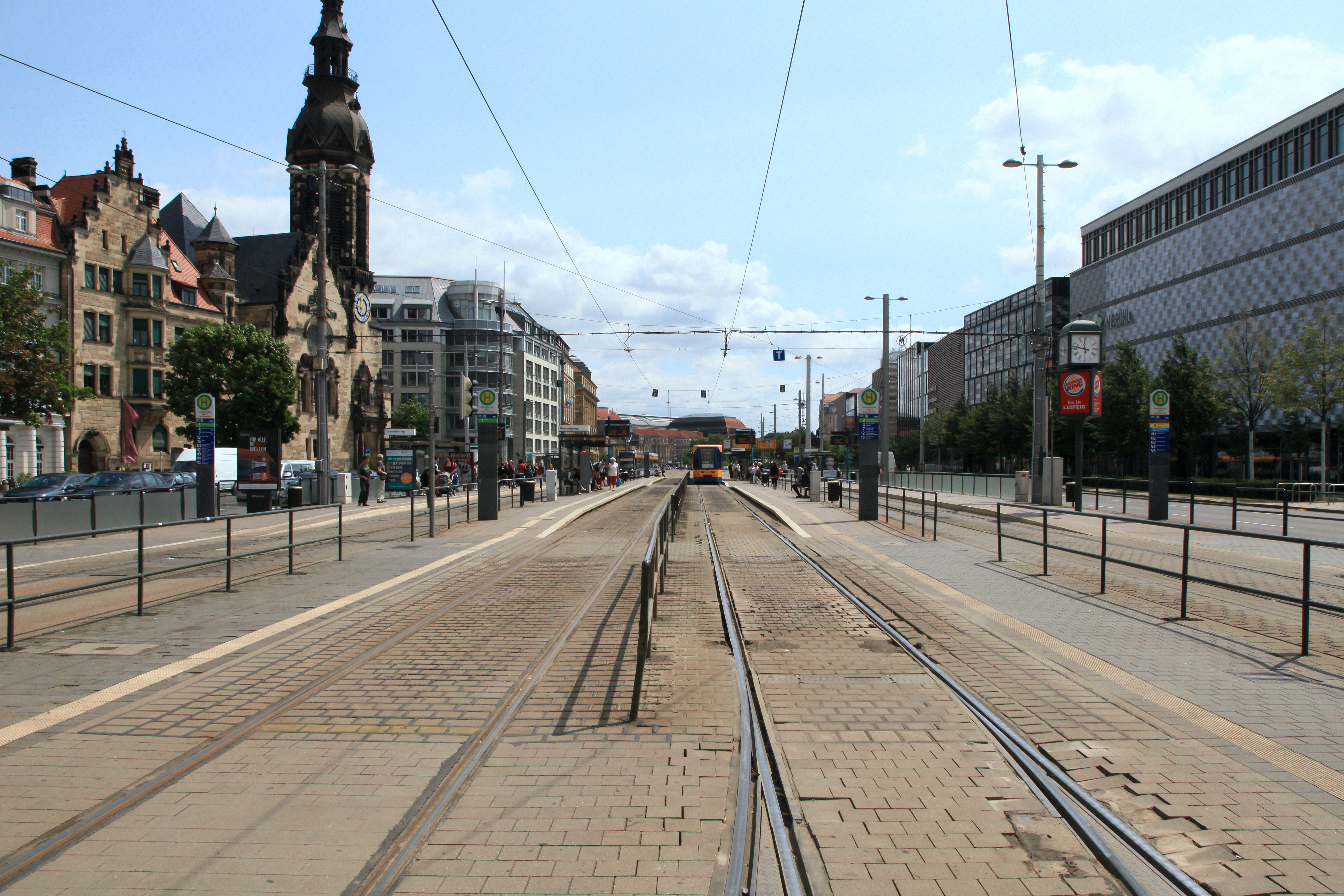
محطة ترامواي جورديليرينج ، تخدمها 87 ترامًا في الساعة خلال أيام الأسبوع.

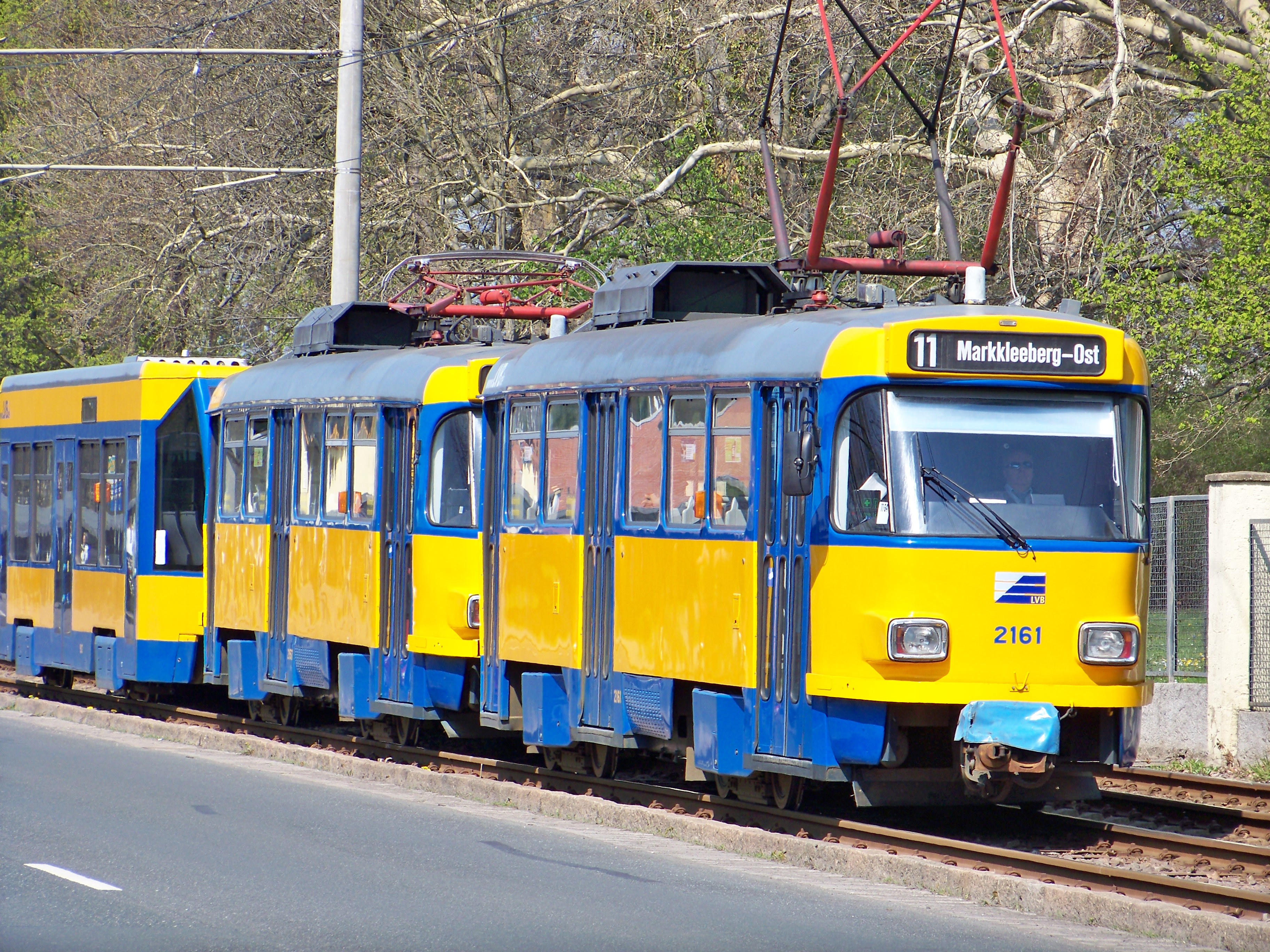
قطار تاترا T4D-M مع مظلة أرضية منخفضة (NB4)، لايبزيغ
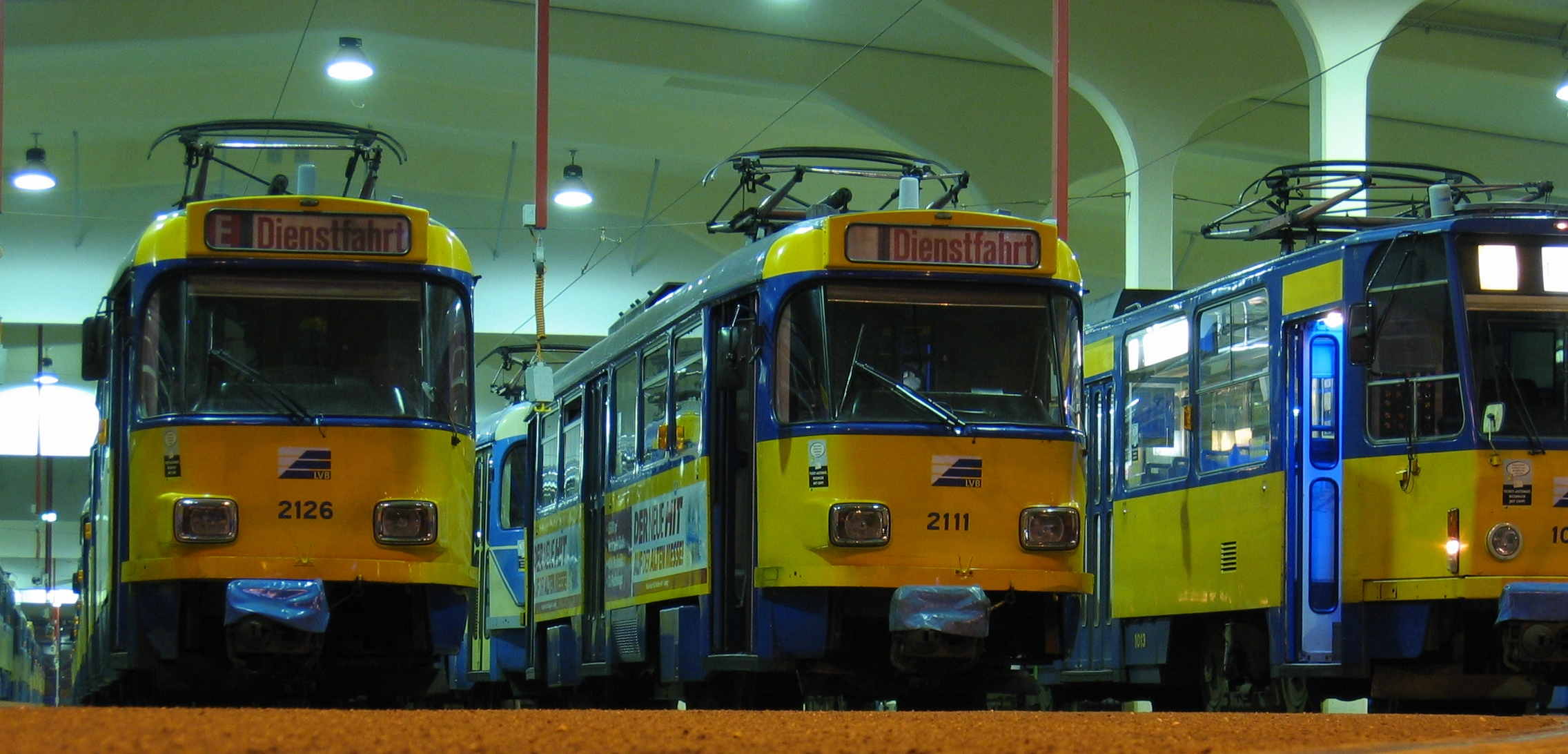
مستودع أنجيربروك
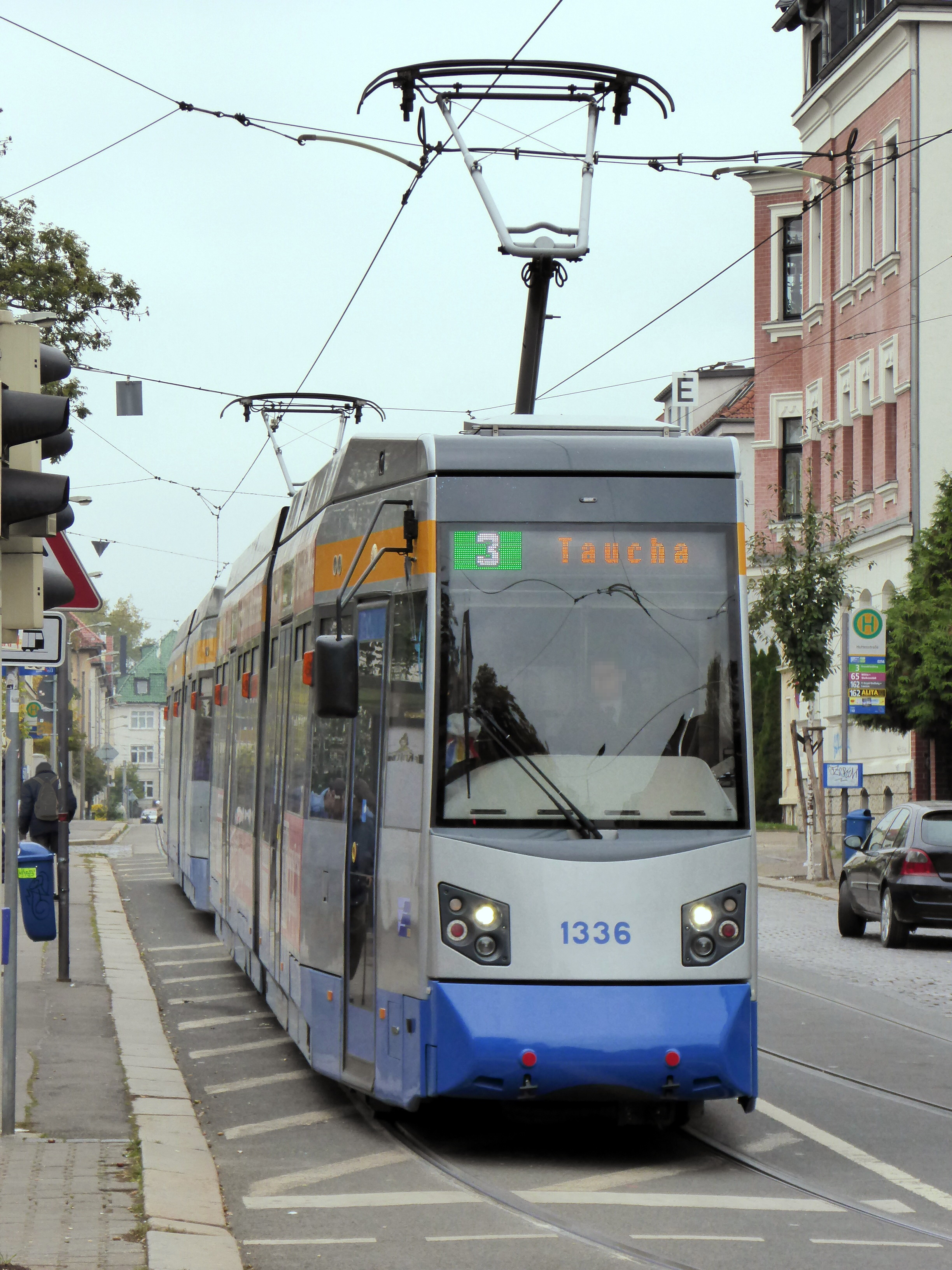
ترام ليولينر
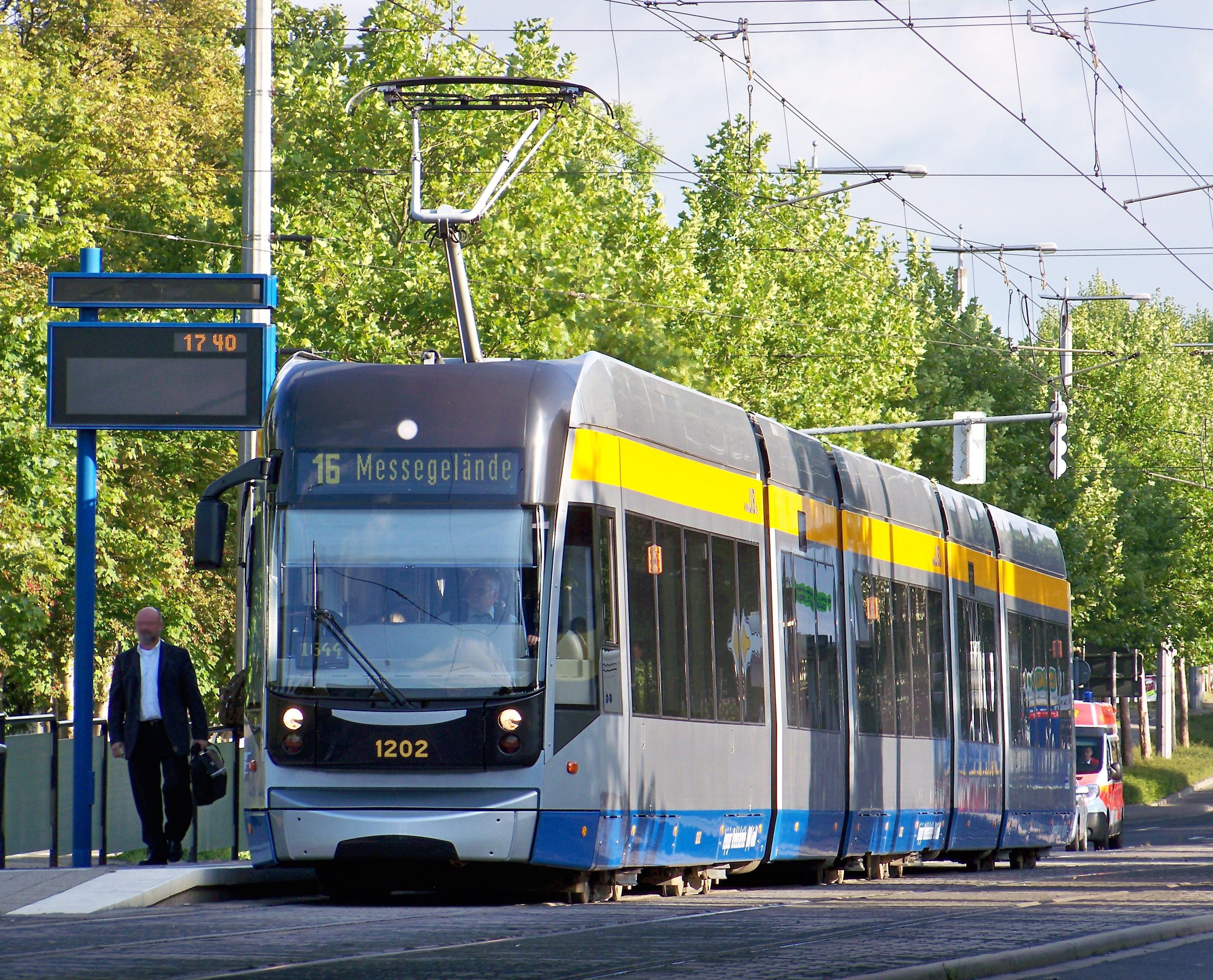
الترامالمرن الكلاسيكيفي لايبسيغ
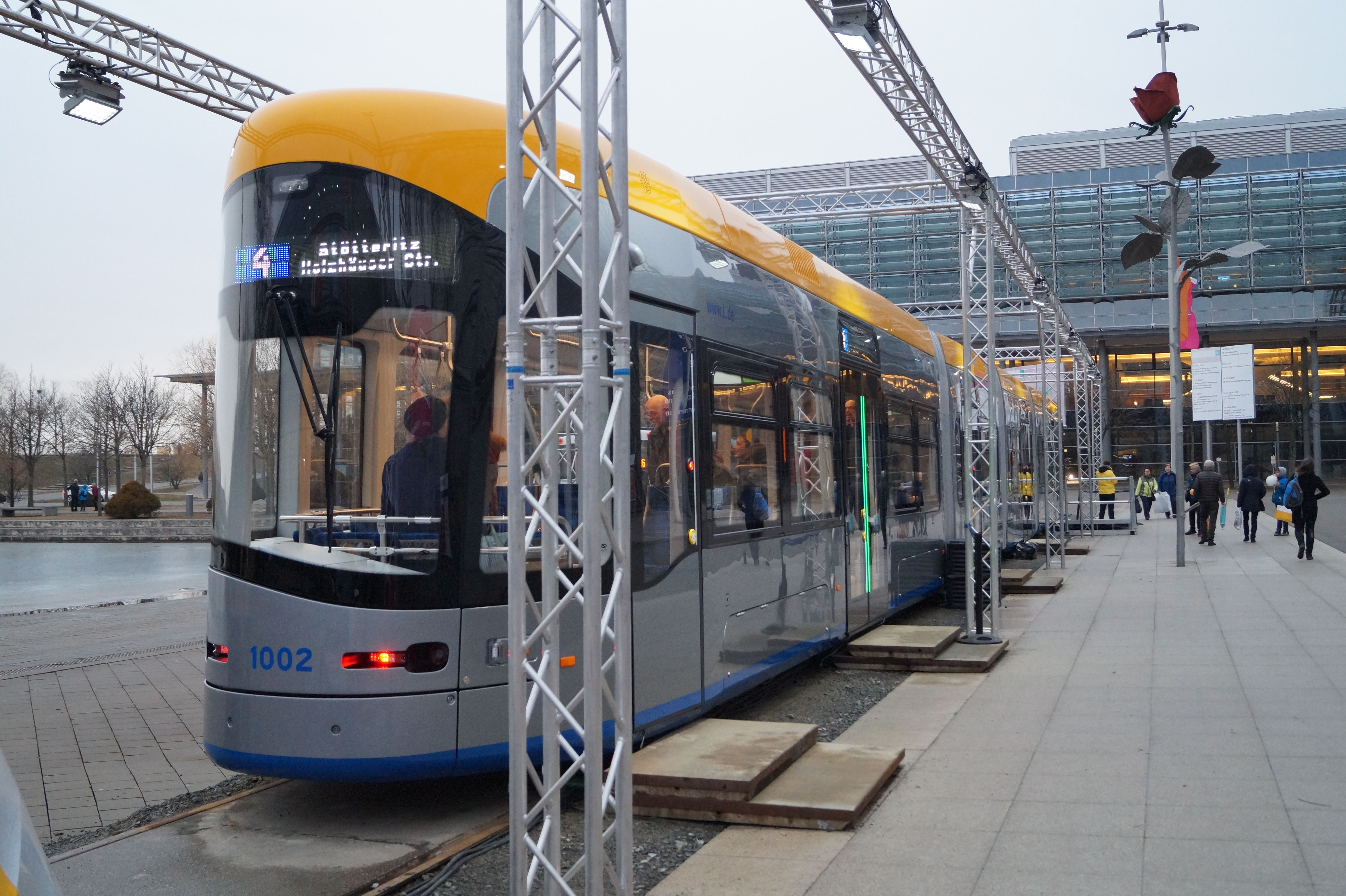
سيارة سولاريس ترامينو XL (NGT10) الجديدة في لايبزيغ، 2017

## أنظر أيضاً
- الترام في لايبزيغ
- تاريخ الترام في لايبزيغ

## وصلات خارجية
- Documents and clippings about Leipziger Verkehrsbetriebe in the 20th Century Press Archives of the ZBW
- صفحة شركة LVB على موقع Tram Travels
- Tram Travels: Leipziger Verkehrsbetriebe (LVB)